# Malte Roeper
Malte Roeper (* 1962 in Bad Schwartau) ist ein deutscher Autor, Regisseur, Dokumentarfilmer, Dramaturg und Bergsteiger.

## Leben
Roeper wuchs in Schleswig-Holstein auf. Er studierte in Freiburg Geschichte und Geographie. Er lebt  mit seiner Familie im Chiemgau.

## Bergsteigen
Malte Roeper ist einer der bekanntesten (Extrem-)Bergsteiger Deutschlands. Neben Touren u. a. in Südamerika bestieg er auch die Eiger-Nordwand als erster Deutscher solo.

## Fernsehen
Roeper ist bekannt als Drehbuchautor und für unterschiedliche Arbeiten im Fernsehen und Hörfunk. So begleitete er im September 1999 als Co-Moderator für den SWR die Live-Durchsteigung der Eiger-Nordwand. Für den Bayerischen Rundfunk arbeitet er als Autor und Moderator für die Sendung Bergauf-Bergab.

## Werke
- Kopf in der Wand. Panico Alpinverlag, Köngen 1993, ISBN 3-926807-28-8.
- Auf Abwegen. 4. Auflage. Bergverlag Rother, München 2009, ISBN 978-3-7633-7083-2.
- 111 Gründe, Klettern zu gehen. Schwarzkopf & Schwarzkopf Verlag, Berlin 2016, ISBN 978-3-86265-574-8.

## Filme
- Malte Roeper, Jochen Schmoll: Jung stirbt, wen die Götter lieben. Bayerischer Rundfunk, 2002, Dokumentation
- Klettern am Limit. Die Huberbuam. Dokumentarfilm, Deutschland 2005, 45 Min., Buch und Regie: Malte Roeper, Produktion: Bayerisches Fernsehen, Erstsendung: 4. September 2005[1] vom BR, der Film erhielt die Auszeichnung „Kamera Alpin in Gold“ beim Berg- und Abenteuerfilmfestival Graz.